# Государственная премия имени Зульфии
Государственная премия имени Зульфии (узб. Зулфия номидаги давлат мукофоти) — премия, присуждаемая одарённым девушкам в возрасте от 14 до 30 лет, обучающихся в учебных заведениях всех типов, отличающихся примерным поведением, прилежанием и общественной активностью, за особые достижения в области литературы, культуры, искусства, науки, образования и общественной деятельности.
Премия учреждена в честь узбекской поэтессы Зульфии.

## Порядок присуждения премии
Ежегодно присуждается 28 премий по одной для каждой из 12 областей Узбекистана, Республики Каракалпакстан и города Ташкента. Однако, в 2014 году, в порядке исключения, было присуждено 16 премий, дополнительно премии были присуждены ещё по одной представительнице от Сурхандарьинской и Хорезмской областей.
Вручение премии приурочивается к Международному женскому дню. Премия равна 50-ти кратному размеру минимальной заработной платы, кроме того лауреаты премии зачисляются в высшие учебные заведения без экзаменов.
На премию номинируются работы соискательниц в области литературы, культуры, искусства, науки, образования за последние два года, представленные документы рассматриваются комиссией по Государственной премии имени Зульфии при Комитете женщин республики. Решения о представлении к премии принимаются министерствами, государственными комитетами, местными органами власти, творческими союзами и общественными организациями. Премия повторно не присуждается.
Награждённым вручаются диплом и знак лауреата.

## Нагрудный знак
Нагрудный знак выполнен в форме круга, на аверсе изображён портрет поэтессы Зульфии. Нагрудный знак соединяется с колодкой, покрытой муаровой лентой цветов государственного флага.
Знак лауреата премии носится на правой стороне груди.